# Mysterium Kids
Mysterium Kids: Der Schatz von Kapitän Buh ist ein kooperatives Kinder- und Assoziationsspiel der französischen Spieleautoren Antonin Boccara und Yves Hirschfeld. Das Spiel basiert auf dem bereits 2015 erschienenen Spiel Mysterium und ist für zwei bis sechs Mitspieler konzipiert. Es erschien 2022 bei den Verlagen Libellud und Space Cow.
2023 wurde es als Kinderspiel des Jahres 2023 ausgezeichnet. Im Oktober des gleichen Jahres bekam das Spiel zudem den Deutschen Kinderspielepreis.

## Hintergrund und Ausstattung
In dem Spiel Mysterium Kids handelt es sich um ein kooperatives Spiel, bei dem sich die Mitspieler auf einer Schatzsuche befinden. Dabei bekommen sie Hinweise von dem Geist eines Piratenkapitäns über dessen Tamburin, die von ihnen zum Auffinden des Schatzes interpretiert werden müssen.
Das Spielmaterial besteht neben der Spielanleitung aus einem Spielplan in Form einer Villatafel, einer Mondtafel mit einem Mondplättchen als Zeitgeber, 78 Geräuschkarten, 10 Schatzplättchen sowie fünf Geisterplättchen und einem Tamburin. Die grafische Gestaltung stammt von dem Illustratoren Olivier Danchin.

## Spielweise
Das Spiel wird mit bis zu sechs Spielern gespielt. Zu Beginn werden die Villatafel und die Mondtafel in die Tischmitte gelegt, das Mondplättchen kommt auf das erste Feld der Mondtafel. Die Geräuschkarten werden gemischt und je eine Karte kommt offen auf die fünf Raumfelder, die restlichen Karten werden als verdeckter Stapel neben den Spielplan gelegt. Aus den 10 Schatzplättchen wird ein weiterer verdeckter Stapel gebildet. Ein Spieler bekommt die fünf Geisterplättchen und das Tamburin und übernimmt die Rolle des Geistes.
Der Spieler, der in der Runde den Geist spielt, mischt die fünf Geisterplättchen und zieht davon eines, dass er sich ansieht und verdeckt vor sich ablegt. Durch die Zahl auf dem Plättchen erfährt er, welcher Gegenstand von ihm dargestellt und von den anderen Spielern erraten werden muss. Er nimmt das Tamburin zur Hand und bittet die anderen Spieler, ihre Augen zu schließen. Danach sagt er „Buh“ und macht mit Hilfe des Tamburins Geräusche, die den anderen Spielern helfen sollen, den zu erratenden Gegenstand zu finden; nach einem weiteren „Buh“ dürfen die Spieler ihre Augen wieder öffnen und versuchen, die korrekte Karte zu finden. Wenn sie sich geeinigt haben, teilen sie ihre Lösung dem Geist mit. Der Geist deckt danach sein Geisterplättchen auf und wenn die Spieler den richtigen Gegenstand erraten haben, bekommen sie einen Teil des Schatzes.
Am Ende der Runde wird das Mondplättchen um ein Feld weitergezogen und alle Geräuschkarten von der Villa werden aus dem Spiel genommen. Danach werden fünf neue Karten ausgelegt und der nächste Spieler übernimmt ie Rolle des Geistes. Je nach Anzahl der Kartensymbole neben dem Mondplättchen müssen die Spieler eine oder zwei Karten erraten. Müssen sie zwei Karten erraten, gibt der Geist zwei Hinweise direkt nacheinander und unterbricht diese mit einem „Buh“. Wenn das Mondplättchen auf das letzte Feld der Mondtafel vorgerückt ist, wird die letzte Runde gespielt. Danach wird der gemeinsame Punktestand anhand der gewonnenen Schätze ermittelt.

## Ausgaben und Rezeption
Das Spiel erschien 2022 in Zusammenarbeit der beiden zu Asmodée gehörenden Spielverlage Libellud und Space Cow jeweils in einer Version auf Französisch, Englisch, Deutsch und Niederländisch. Eine weitere Version wurde 2023 auf Ungarisch von Gém Klub Kft. veröffentlicht.

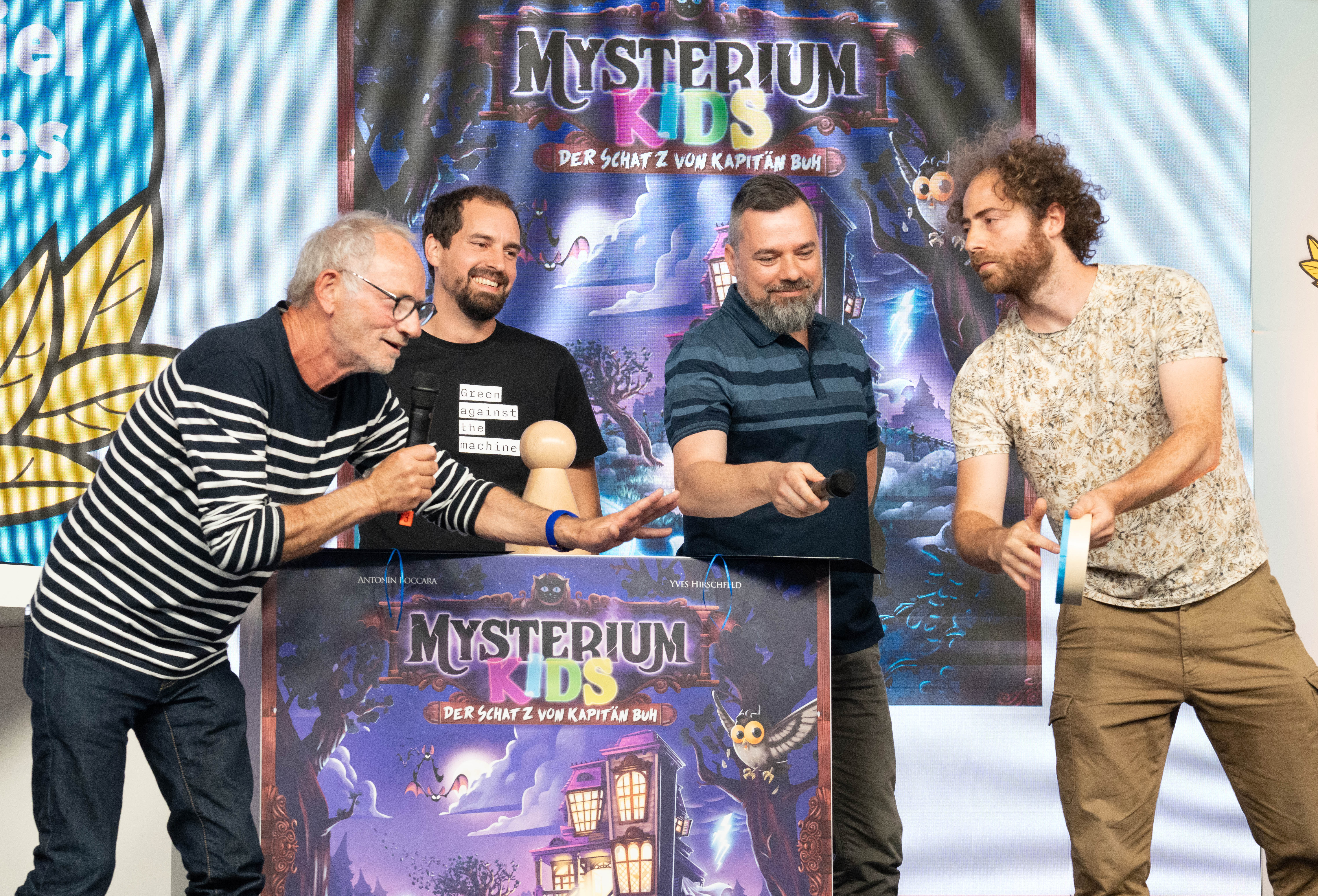
Die Autoren Yves Hirschfeld (links) und Antonin Boccara (rechts) bei der Übergabe der Auszeichnung Kinderspiel des Jahres. Dazwischen: Mathieu Aubert (Libellud) und Benoît Forget (Space Cow)

2023 wurde es in der deutschen Version neben den Spielen Gigamon und Carla Caramel für das Kinderspiel des Jahres nominiert und konnte sich gegen diese durchsetzen. Die Jury schrieb dazu:

„Das Tambourin fasziniert die Kinder sofort. Kombiniert mit der Herausforderung, passende Geräusche zu erzeugen und dem genauen Zuhören, entsteht eine einzigartige Atmosphäre. Wenn die Spieler:innen dann noch gemeinsam herausfinden, welcher der gesuchte Gegenstand war, ist die Freude groß. „Mysterium Kids“ überzeugt mit einer spannenden Aufgabe und einzigartigem Spielmaterial.“

Im Oktober des gleichen Jahres bekam das Spiel zudem den Deutschen Kinderspielepreis.

## Belege
1. 1 2 3 4 5  
Offizielle Spielregeln für Mysterium Kids, Libellud und Space Cow 2022
2. ↑  
Versionen von Mysteium Kids in der Datenbank BoardGameGeek; abgerufen am 17. Juli 2023.
3. ↑  Mysterium Kids auf der Website des Spiel des Jahres e.V.; abgerufen am 17. Juli 2023.
4. ↑  
Deutscher Spielepreis; abgerufen am 9. Oktober 2023.